# Lideri ai Ku Klux Klan
În funcție de organizația KKK luată în considerare, funcția de lider național al Ku Klux Klan are denumirea de Grand Wizard sau Imperial Wizard.

## Al Doilea Ku Klux Klan
- William Joseph Simmons[1] (1880-1945) a fost liderul Ku Klux Klan între 1915 și 1922
- James A. Colescott[2] (1897-1950) lider între 1939-1944.
- Samuel Green[3] (1889-1949) Imperial Wizard timp de o zi.

## Alte filiale Ku Klux Klan
- Jeff Berry[4] (1968 - a încetat din viață în 2013)
- Samuel Bowers[5][6] (1924-2006)
- David Duke[7] (născut 1950)
- Virgil Lee Griffin[8] (cc. 1944-2009)
- Thomas Robb[9] (născut 1946)
- David Wayne Hull[10]
- Johnny Lee Clary (1959–2014),Imperial Wizard în 1989 al White Knights Organization; ulterior a renunțat la calitatea sa de membru și a devenit preot creștin hirotonisit, poziție din care a luptat împotriva rasismului și mișcărilor supremațiste.[11]
- Ron Edwards, Imperial Wizard al Imperial Klans of America.[12]
- Robert Shelton (1930-2003), Imperial Wizard al United Klans of America.[13]
- Louis Beam (născut în 1946)[14]
- Bill Wilkinson[15], Imperial Wizard al „Invisible Empire, Knights of the Ku Klux Klan” între 1975-1981.
- Don Black[16] (născut în 1953), Imperial Wizard între 1981-1987.
- Eldon Edwards[17] (1909-1960), Imperial Wizard al KKK din 1953-1960.
- Samuel Roper[18] (1895-1986), ofițer de poliție devenit Imperial Wizard al KKK din 1949 până în 1950. Acesta a fost precedat de Samuel Green și succedat de Eldon Lee Edwards.
- Bob Jones, Grand Dragon al United Klans of America în Carolina de Nord între 1963-1967.[19]
- Tom Metzger (1938-2020), Grand Wizard al Ku Klux Klan în anii 1970. Fondatorul organizației White Aryan Resistance⁠(d) (WAR).